# عملية أنادير
عملية أنادير (بالروسية: «Анадырь») هو الرمز السري الذي استخدم من قبل الاتحاد السوفيتي خلال الحرب الباردة في عام 1962، وكانت عملية شديدة السرية لنشر صواريخ بالستية، وقذائف متوسطة المدى، وفرقة من مشاة ميكانيكية في كوبا لخلق جيش قادر على منع أي غزو محتمل للجزيرة من قبل الجيش الأمريكي. وقد احتوت العملية على حملة خداع عسكرية واسعة لتضليل الاستخبارات الغربية، وذلك بإرسالها كمعدات قطبية للتدريب على الطقس البارد والمتجمد، والعملية سميت باسم نهر أنادير الموجود بأقصى الشرق من سيبيريا، (وهناك أيضا مخطط اسمه أنادير لستالين بالخمسينات من القرن الماضي وذلك بتجهيز مليون عسكري سوفييتي في تشوكوتكا لغزو ألاسكا). الصواريخ الباليستية قد تم شحنها بواسطة سفن تجارية، وقد تم رصدها من قبل عملاء المخابرات الأمريكان بطريقها بحرا وفي داخل كوبا.
وقد كان المخطط لنشر 60,000 جندي وثلاث أفواج من صواريخ R-12 وفوجين من صواريخ يوسوفايا R-14. الجنود قد تم نقلهم بواسطة 86 سفينة، وجرى عمل 180 رحلة من موانئ بالتييسك وليبايا وسيفاستوبول وفيودوسيا ونيكولاييف وبوتي وميورمانسك. ما بين 17 يونيو و22 أكتوبر تم نقل 24 منصة إطلاق, و42 من صواريخ R-12 بالإضافة إلى 6 قطع للتدريب، وبعض من 45 من الرؤوس النووية و42 من قاذفات اليوشن وفوج من الطائرات المقاتلة (40 طائرة ميغ 21)، وفرقتين من الدفاع الجوي السوفييتي، وأربعة أفواج مشاة ميكانيكية وغيرها من الوحدات العسكرية (قد يصل مجموعها 47,000 جندي). عملية الانتشار قد اكتشفت بواسطة التجسس الجوي الأمريكي بتاريخ 14 أكتوبر. وبعدها بيومين تم ابلاغ الرئيس الأمريكي والقيادة العسكرية بوجود الصواريخ السوفييتية في كوبا، ثم بدأت أزمة الصواريخ الكوبية. تلك الأزمة التي هددت بحرب نووية حتى تم انهائها بالضغوط الدبلوماسية على الزعيم السوفييتي نيكيتا خوروشوف لوقف عملية أنادير وإزالة تلك الصواريخ من كوبا.

## عملية كاما
كانت عملة كاما جزءا من عملية أنادير، وهي مخطط لقاعدة أمامية تسع لسبع غواصات سوفييتية حاملة للصواريخ البالستية في ماريل بكوبا، شبيهة بالقاعدة الأمريكية الموجودة بهولي لوخ باسكتلندا للغواصات حاملة صواريخ بالستية. بدأت العملية في 1 أكتوبر 1962 بمغادرة أربع غواصات هجومية تعمل بطاقة الديزل إلى بحر الكاريبي لتمهيد الطريق. تلك الغواصات معروفة باسم مشروع 641.
لم يستطع السوفييت إتمام مخطط كاما، ولم تخرج أي من الغواصات حاملة الصواريخ البالستية إلى كوبا وجميع الغواصات الهجومية قد تم رصدها وتم تتبعها عن قرب بواسطة مدمرات أمريكية وطائرات مضادة للغواصات. (بعض أفراد طاقم المدمرة يزعجون الغواصات السوفياتية بإسقاط قنابل يدوية فوقهم، وهي لا تسبب أضرار لها ولكنها توضح أنه من الممكن أن يسقطوا قنابل الأعماق بدلا منها بأي لحظة). بدأت الأجهزة بالضعف ومهارة طاقم المدمرة منعت ثلاث من الغواصات من كسر الاحتكاك والخروج إلى السطح لمدة كافية لشحن البطاريات، تلك الغواصات الثلاث عانت من خزي الظهور أمام العدو. وكادت أن تقع الحرب بسبب تلك الاحتكاكات لولا تصرف أحد قيادات الغواصة السوفيتية بمنع إخراج الطوربيدات النووية. وقد نجحت واحدة فقط من الغواصات من كسر الاحتكاك والعودة إلى الأراضي السوفيتية بدون أن تجبر على الظهور على السطح.